# K.Byappalli, Mulbagal
K.Byappalli là một làng thuộc tehsil Mulbagal, huyện Kolar, bang Karnataka, Ấn Độ.